# Póvoa de Santo Adrião e Olival Basto
Póvoa de Santo Adrião e Olival Basto (llamada oficialmente União das Freguesias de Póvoa de Santo Adrião e Olival Basto) es una freguesia portuguesa del municipio de Odivelas, distrito de Lisboa.

## Historia
Fue creada el 28 de enero de 2013 en aplicación de una resolución de la Asamblea de la República de Portugal promulgada el 16 de enero de 2013 con la unión de las freguesias de Olival Basto y Póvoa de Santo Adrião, pasando su sede a estar situada en la antigua freguesia de Póvoa de Santo Adrião.

## Demografía
| Gráfica de evolución demográfica de Póvoa de Santo Adrião e Olival Basto entre 2011 y 2021 |
|                                                                                            |
| Datos según el nomenclátor publicado por el INE portugués.                                 |